# 量子光学
量子光学（英語：Quantum optics），是在1990年後成熟的一個新兴物理学分支，也是原子分子与光物理的一部分，同時和冷原子物理紧密相连。它與凝態物理、粒子物理學、宇宙學等其他成熟分支相比，在精密的實驗和理論上，有著緊密、具建設性的互動。量子光學以半經典物理學及量子力學的方式來研究「光的現象」以及「光和物質在亞微觀尺度下的交互作用」。在1960年，由於受到漢伯里·布朗及特維斯效應啓發而發展出理論基礎，討論不同程度的量子相干性，如{\displaystyle g^{(2)}}為零，是典型的單光子量子源判准。量子光学主要研究光子和原子的量子交互作用，常見的實驗研究工具為雷射及離子井。

## 歷史
光在真空中傳遞的能量及動量為量子化的，而量子化對應著光子的粒子數，量子光學也就是研究量子化的光子本質、特性及其影響的學科。有關該學科的首個重要的發展是在1899年，普朗克假設光的能量是以離散單位來發射的，而該假設正確地描述了黑體輻射。隨後在1905年，愛因斯坦解釋光電效應的論文更進一步地為量子化帶來證據，因此愛因斯坦榮獲了1921年的諾貝爾獎。尼爾斯·玻爾指出光輻射的量子化假設與他的原子量子化能級理論相符，特別是氫的發射光譜。這些發展為光與物質之間的相互作用帶來的理解，對於整體量子力學的發展至關重要。然而，這項用於處理「物質-光相互作用」的量子力學子領域，主要被認為是對物質的研究而不是對光的研究; 因此在1960人們稱其為「原子物理學」和「量子電子學」。對這些裝置的原理、設計、應用的研究使激光科學成為一個重要的領域，當今研究激光原理的量子力學，更加強調光的性質，因此人們也習慣了稱其為「量子光學」。
由於激光科學需要良好的理論基礎，加上基礎的研究成果豐碩，人們對量子光學的興趣也隨之上升。繼狄拉克在量子場論領域的工作之後，在1950年代和1960年代，George Sudarshan、Roy J. Glauber和Leonard Mandel將量子理論應用於電磁場，更詳細理解了光探測和光統計(參見相干度(degree of coherence))。這引入相干態的概念來解決激光、熱光、奇異壓縮態等之間的變化問題，因為人們已經認識到光並不僅為經典圖像中描述波的電磁場。1977年，Kimble等人展示了一次發射單光子的單原子，進一步地證明了光是由光子組成的。隨後發現了特徵與經典狀態不同的未知光量子態，例如壓縮光。
透過Q開關和鎖模技術開發了短脈沖和超短衝激光脈衝，其發展開啟了過程極快的研究。
量子光學發現了其在固態方面的應用（例如拉曼光譜），也研究了光作用在物質上的機械力。後者可透過激光束對光學陷阱或光鑷中的原子雲甚或是微小的生物樣品進行懸浮和定位。這項技術與多普勒冷卻同為實現著名的玻色 - 愛因斯坦凝聚的關鍵。
而其他顯著的成果有量子糾纏、量子隱形傳態和量子邏輯門。量子信息理論部分來自量子光學，也有部分來自理論計算機科學，人們就量子信息領域對量子邏輯門非常感興趣。
現今，量子光學研究人員感興趣的領域包括參量下轉換，參數振盪，甚至更短（阿秒）光脈衝，量子光學在量子信息的使用，單原子的操縱，玻色 - 愛因斯坦凝聚，它們的應用，以及如何操縱它們（一個通常稱為原子光學的子場），相干的完美吸收器 (Coherent perfect absorber)等等。量子光學術語下分類的主題中，現代術語｢光子學｣通常是指應用於工程和技術創新的學科。
多次諾貝爾獎授予了量子光學方面的工作。被授予者如下：
- 2012年，Serge Haroche 和 David J. Wineland，「開創了能夠測量和操縱單個量子系統的突破性實驗方法」。[1]

- 2005年，Theodor W. Hänsch、Roy J. Glauber 和 John L. Hall。[2]

- 2001年，Wolfgang Ketterle、Eric Allin Cornell 和 Carl Wieman。[3]

- 1997年，Steven Chu、Claude Cohen-Tannoudji 和 William Daniel Phillips。[4]

## 觀念
根據量子理論，光不只是僅被視為電磁波，也可以被看作在真空中以光速c行進的粒子流，稱為光子。這些粒子不該當作古典的撞球，而是量子力學中在有限範圍內以波函數描述的粒子。
每個光子攜帶一量子的能量，其值為hf，h為普朗克常數，f為光的頻率。當原子發射出光子，光子的能量對應於內部離散能階的躍遷，物質吸收光子則是相反的過程，愛因斯坦也以對自發輻射的解釋預測受激輻射的存在，受激輻射即雷射的原理，而雷射的發明則是需要經過多年的等候直至有了居量反轉的方法後才得以實現。
統計力學是量子光學的觀念基礎：光以場的創生算符與湮沒算符來描述，也就是以量子電動力學的語言來描述。
光場最常用到的態是1960由E.C. George Sudarshan 引入的相干態，這種狀態可以用來近似描述高於激光閾值的單頻激光器的輸出，表現出泊松光子數統計，通過某些非線性相互作用，應用具超泊松光子統計或亞泊松光子統計的壓縮算符，可以將相干態轉換為壓縮相干態。這種光被稱為壓縮光。其他重要的量子觀點，與不同光束之間的光子統計相關。例如，自發參量下轉換可以產生所謂的“雙光束”(twin beam)，理想情況下，一個光束的每個光子與另一個光束中的一個光子相關聯。
原子被認為是具有離散能譜的量子力學振盪器，根據愛因斯坦的理論，能量本徵態之間的躍遷由光的吸收或發射驅動。
對於固態物質，人們使用固態物理的能帶模型。這對理解實驗中常用的固態元件如何偵測光是很重要的

## 量子電子學
量子電子學是一個術語，主要用於20世紀50年代到70年代之間，用來表示處理量子力學對物質中電子行為的影響的物理領域，以及它們與光子的相互作用。現在被其他領域所合併，很少被視為一個子領域。固態物理學經常考慮量子力學，並且通常與電子有關。半導體物理即量子力學在電子學中的具體應用。該術語還包括激光操作的基本過程，現在作為量子光學的一個主題進行研究。 這個術語的使用涵蓋了量子霍爾效應和量子細胞自動機的早期工作。

麻省理工学院官网首页报道唐-崔瑟豪斯理论 (Tang-Dresselhaus Theory) 对不同尺度体系中电子输运性质的描述

在量子电子体系中，相较于弹道输运和扩散输运，量子跃迁所产生的电子输运称为主导。根据达尼尔∙罗德于贝尔实验室提出的罗德理论 与唐爽和崔瑟豪斯夫人于麻省理工学院提出的唐-崔瑟豪斯理论, 量子尺度的电子输运机制依然能由单个电子携带的熵变最大值推知，而此最大值可以通过热功率测得。

## 實驗
近三十年来重要的量子光学实验包括：
- "which way"实验（Hong等，罗切斯特大学）
- “卡西米爾效應”实验（卡普索等，哈佛大学）
- “玻色–愛因斯坦凝聚”实验（麻省理工學院）
- “激光冷却和捕获原子”实验（朱棣文等，贝尔实验室）
- 墨子号量子科学实验卫星「星地双向纠缠分发实验」与「空间尺度量子隐形传态实验」实验（潘建偉等，中国科学院）

## 參閱
- 自發參量下轉換

## 外部連結
- An introduction to quantum optics of the light field （页面存档备份，存于）
- Encyclopedia of laser physics and technology （页面存档备份，存于）, with content on quantum optics (particularly quantum noise in lasers), by Rüdiger Paschotta.
- Qwiki - A quantum physics wiki devoted to providing technical resources for practicing quantum physicists.
- Quantiki （页面存档备份，存于） - a free-content WWW resource in quantum information science that anyone can edit.
- Various Quantum Optics Reports （页面存档备份，存于）